# The Tiger Makes Out
The Tiger Makes Out è un film del 1967 diretto da Arthur Hiller.
È un film commedia statunitense con Eli Wallach e Anne Jackson. Dustin Hoffman interpreta una piccola parte. È basato sulla commedia teatrale del 1963 The Tiger di Murray Schisgal.

## Trama
Ben Harris, un postino alienato, decide di trovare una ragazza e organizza un rapimento. Mette in funzione il suo piano in una notte di pioggia quando vede una giovane donna attraente. Nel momento dell'agguato, tuttavia, il suo potenziale bersaglio trova riparo dalla pioggia e Ben finisce per mettere il cappuccio in testa a un'altra donna, Gloria Fiske. Quando la riporta al suo appartamento seminterrato e rimuove il cappuccio, scopre che ha catturato una casalinga di mezza età. Senza alternative, comincia un rapporto interlocutorio con Gloria ma lei dimostra di essere molto lontana da ciò che Ben aveva in mente.

## Produzione
Il film, diretto da Arthur Hiller su una sceneggiatura e un soggetto di Murray Schisgal, fu prodotto da George Justin per la Elan Productions e la Columbia Pictures Corporation e girato a New York. Il brano della colonna sonora The Tiger Makes Out fu composto da Shorty Rogers e Diane Hilderbrand (parole e musica).

## Distribuzione
Il film fu distribuito negli Stati Uniti dal 18 settembre 1967 (première a New York) dalla Columbia Pictures Corporation.
Altre distribuzioni:
- negli Stati Uniti il 18 agosto 1967 (New York City, New York)
- in Danimarca il 16 marzo 1970 (Hans andet jeg)
- in Germania Ovest (Der Tiger schlägt zurück)
- in  (Um Tigre de Alcova)
- in Brasile

## Promozione
La tagline è: "It's all about a Greenwich Village cat on the make...... who ends up with Gloria, the housewife, by mistake!".